# Barbara (2017)
Barbara é um filme de drama francês de 2017 dirigido e escrito por Mathieu Amalric. Protagonizado por Jeanne Balibar, estreou no Festival de Cannes 2017, no qual competiu para Un certain regard.

## Elenco
- Jeanne Balibar